# Шуттарна I
Шуттарна I (Суттарна или Сударна, соотв. санскр. su-dharana — «тот, кто поддерживает благо») — царь Митанни (конец XVI века до н. э.). Сын Кирты. Первый митаннийский царь, засвидетельствованный источниками. Его имя упоминается в документах из Алалаха — «Шуттарна, сын Кирты, царь Маитани (то есть Митанни)».
| Династия царей Митанни |                                      |                       |
| Предшественник: Кирта  | царь Митанни конец XVI века до н. э. | Преемник: Парраттарна |